# Nokere Koerse 2025
Nokere Koerse 2025 (een eendaagse wielerwedstrijd, verreden rondom Nokere) vond plaats op woensdag 19 maart met de 79e editie voor de mannen en zesde editie voor de vrouwen. De start was in Deinze, de finishstreep lag in Nokere.

## Mannen
Bij de mannen was het de 79ste editie van deze wedstrijd. De winnaar van deze editie was Nils Eekhoff. De vorige editie werd gewonnen door drievoudige winnares Tim Merlier. De wedstrijd was onderdeel van de UCI ProSeries.

### Uitslag
| Plaats  | Naam             | Ploeg                  | tijd     |
| ------- | ---------------- | ---------------------- | -------- |
| Winnaar | Nils Eekhoff     | Team Picnic PostNL     | 4u15'52" |
| 2       | Matteo Moschetti | Q36.5 Pro Cycling Team | z.t.     |
| 3       | Luke Lamperti    | Soudal Quick-Step      | z.t.     |
| 4       | Milan Fretin     | Cofidis                | z.t.     |
| 5       | Milan Menten     | Lotto                  | z.t.     |
| 6       | Piet Allegaert   | Cofidis                | z.t.     |
| 7       | Lewis Askey      | Groupama-FDJ           | z.t.     |
| 8       | Alberto Dainese  | Tudor Pro Cycling Team | z.t.     |
| 9       | Lukáš Kubiš      | Unibet Tietema Rockets | z.t.     |
| 10      | Hugo Hofstetter  | Israel-Premier Tech    | z.t.     |

## Vrouwen
Bij de vrouwen was het de zesde editie van deze wedstrijd. De winnaar van deze editie was Marta Lach.
De vorige editie werd gewonnen door tweevoudige winnares Lotte Kopecky. De wedstrijd was onderdeel van de UCI Women's ProSeries.

### Uitslag
| Plaats  | Naam                    | Ploeg                   | tijd     |
| ------- | ----------------------- | ----------------------- | -------- |
| Winnaar | Marta Lach              | Team SD Worx-Protime    | 3u25'50" |
| 2       | Linda Zanetti           | Uno-X Mobility          | z.t.     |
| 3       | Lara Gillespie          | UAE Team ADQ            | z.t.     |
| 4       | Marjolein van 't Geloof | Arkéa-B&B Hotels        | z.t.     |
| 5       | Marie Le Net            | FDJ-SUEZ                | z.t.     |
| 6       | Ilse Pluimers           | AG Insurance-Soudal     | z.t.     |
| 7       | Nicole Steigenga        | AG Insurance-Soudal     | z.t.     |
| 8       | Victoire Berteau        | Cofidis                 | z.t.     |
| 9       | Nienke Veenhoven        | Team Visma-Lease a Bike | z.t.     |
| 10      | Sarah Roy               | EF Education-Oatly      | z.t.     |

1944 · 1945 · 1946 · 1947 · 1948 · 1949 · 1950 · 1951 · 1952 · 1953 · 1954 · 1955 · 1956 · 1957 · 1958 · 1959 · 1960 · 1961 · 1962 · 1963 · 1964 · 1965 · 1966 · 1967 · 1968 · 1969 · 1970 · 1971 · 1972 · 1973 · 1974 · 1975 · 1976 · 1977 · 1978 · 1979 · 1980 · 1981 · 1982 · 1983 · 1984 · 1985 · 1986 · 1987 · 1988 · 1989 · 1990 · 1991 · 1992 · 1993 · 1994 · 1995 · 1996 · 1997 · 1998 · 1999 · 2000 · 2001 · 2002 · 2003 · 2004 · 2005 · 2006 · 2007 · 2008 · 2009 · 2010 · 2011 · 2012 · 2013 · 2014 · 2015 · 2016 · 2017 · 2018 · 2019 · 2020 · 2021 · 2022 · 2023 · 2024 · 2025
Lijst van beklimmingen
Ronde van Valencia ·
Ronde van Oman ·
Clásica de Almería ·
Figueira Champions Classic ·
Ronde van de Algarve ·
Ruta del Sol ·
Ardèche Classic ·
Drôme Classic ·
Kuurne-Brussel-Kuurne ·
Trofeo Laigueglia ·
Nokere Koerse ·
Milaan-Turijn ·
GP Denain ·
Bredene Koksijde Classic ·
Grote Prijs Miguel Indurain ·
Ronde van Hainan ·
Scheldeprijs ·
Brabantse Pijl ·
Ronde van de Alpen ·
Ronde van Turkije ·
Grote Prijs van Plumelec ·
Tro Bro Léon ·
Klassiek Duinkerke-GP van de Hauts-de-France ·
Vierdaagse van Duinkerke ·
Ronde van Hongarije ·
Veenendaal-Veenendaal ·
Antwerp Port Epic ·
Boucles de la Mayenne ·
Ronde van Noorwegen ·
Ronde van Slovenië ·
Brussels Cycling Classic ·
Dwars door het Hageland ·
Mont Ventoux Dénivelé Challenge ·
Ronde van België ·
Ronde van het Qinghaimeer ·
Ronde van Wallonië ·
Ronde van Burgos ·
Arctic Race of Norway ·
Ronde van Denemarken ·
Circuit Franco-Belge ·
Ronde van Duitsland ·
Ronde van Groot-Brittannië ·
Maryland Cycling Classic ·
GP Industria & Artigianato-Larciano ·
Coppa Sabatini ·
Grote Prijs van Fourmies ·
Grote Prijs van Wallonië ·
Ronde van Luxemburg ·
Super 8 Classic ·
Ronde van Langkawi ·
Ronde van het Münsterland ·
Ronde van Emilia ·
Coppa Bernocchi ·
Ronde van de Drie Valleien ·
Ronde van Piemonte ·
Ronde van het Taihu-meer ·
Parijs-Tours ·
Ronde van Veneto ·
Japan Cup ·
Veneto Classic
Schwalbe Women's One Day Classic · 
Ronde van Valencia · 
Wielerweek van Valencia · 
GP Oetingen · 
Nokere Koerse · 
Dwars door Vlaanderen · 
Brabantse Pijl · 
Clásica Féminas de Navarra · 
Veenendaal-Veenendaal Classic · 
Ronde van Thüringen · 
GP Fourmies · 
GP Stuttgart · 
Ronde van Emilia · 
GP Ciudad de Eibar · 
Ronde van de Drie Valleien